# پلیموث پراولر
پلیموث پراولر (Plymouth Prowler) خودرویی است که توسط گروه پلیموث در سال‌های ۱۹۹۷ تا ۲۰۰۲ در ایالات متحده آمریکا تولید شد.
این خودرو در کلاس خودرو اسپورت قرار گرفته و طراحی آن خودروهای موتور جلو-محور عقب بوده طول آن در حالت طبیعی ۱۶۵٫۳ اینچ (۴٬۱۹۹ میلیمتر) است. سیستم جعبه‌دندهٔ آن ۴ دنده به صورت خودکار است.